# Pterygota

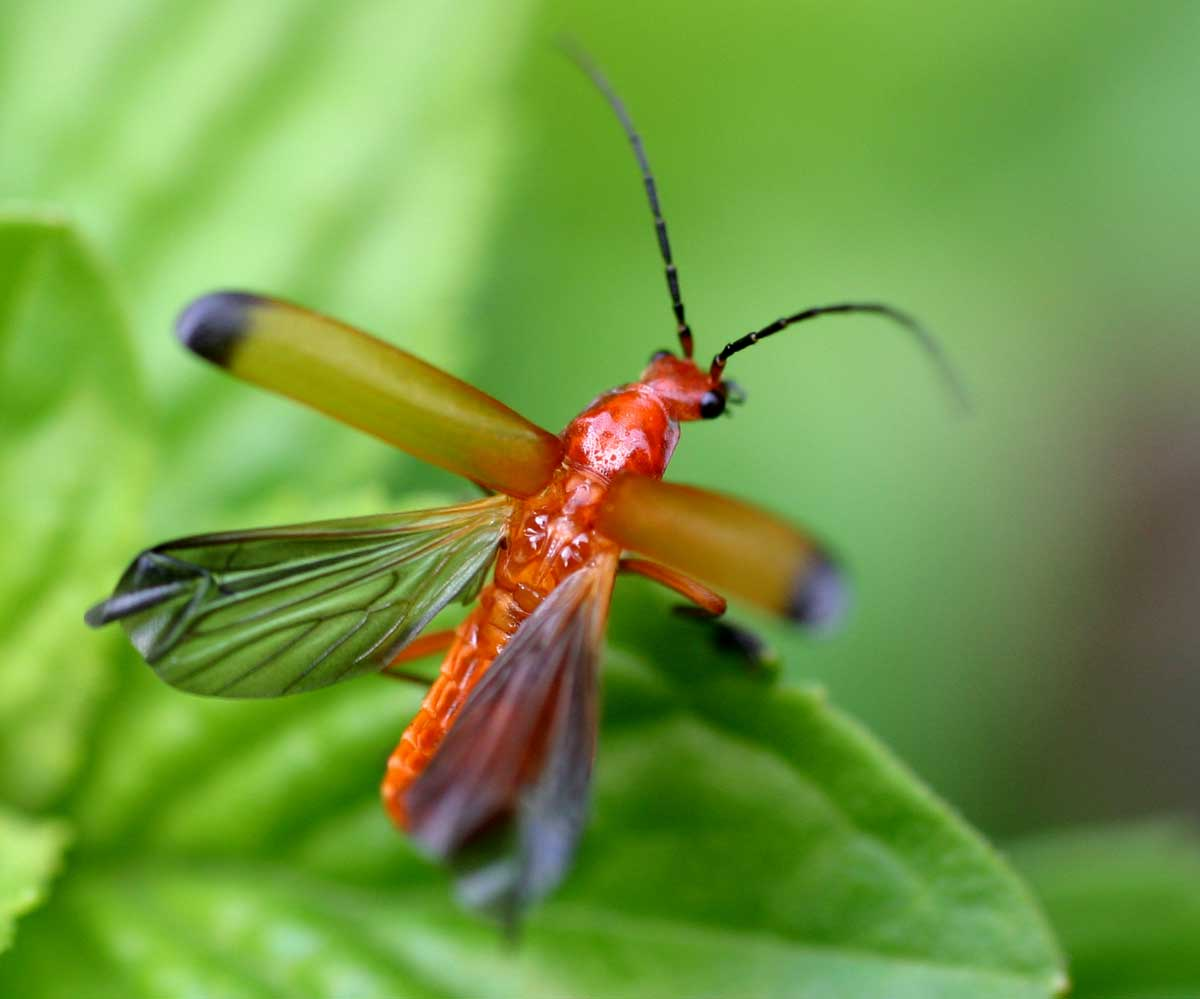
besourinho-vaquinha da espécie Rhagonycha fulva, ordem Coleoptera

Na classificação de Bey-Bienko, os pterigotos (Pterygota) constituem uma subclasse de insectos que se opõe aos apterigotos. Caracterizam-se por terem dois pares de asas sobre o segundo e terceiro segmento torácico. Estas asas podem desaparecer: um par entre os dípteros e os dois, no caso dos ectoparasitas, como os chatos, as pulgas e os piolhos. Os insectos perigotos são, normalmente, alados no estado adulto, ainda que algumas espécies possas ser actualmente ápteras, depois de terem tido ancestrais com asas, perdidas durante a sua evolução. Caracterizam-se também por sofrerem metamorfoses ao longo do seu desenvolvimento. Não existem mudas depois de atingida a maturidade sexual. A subclasse inclui a grande maioria dos insectos que existem actualmente. As ordens de hexápodes (com seis patas - como vulgarmente se consideram os insectos)  não incluídas nesta subclasse Thysanura (traça-dos-livros e tesourinhas) e Archaeognatha. Também não se incluem três ordens que, actualmente, já não são consideradas como de insectos: os Protura, Collembola e Diplura.
A classificação dos insectos pterigotos funda-se na estrutura da nervação das asas e na disposição das asas em repouso. Dividiu-se a subclasse, assim, em duas superordens:
- Paleoptera
- Neoptera

A subclasse divide-se num total de 36 ordens, das quais 8 são fósseis (extintas).
Segundo o tipo de formação das asas e grau de metamorfoseamento, os pterigotos podem dividir-se, ainda nas categorias de:
- Exopterygota,
- Endopterygota.

Tendo em conta as metamorfoses, os pterigotos alados podem, ainda classificar-se como:
- Holometábolos,
- Heterometábolos, que se dividem, por sua vez, em paurometábolos e em hemimetábolos.

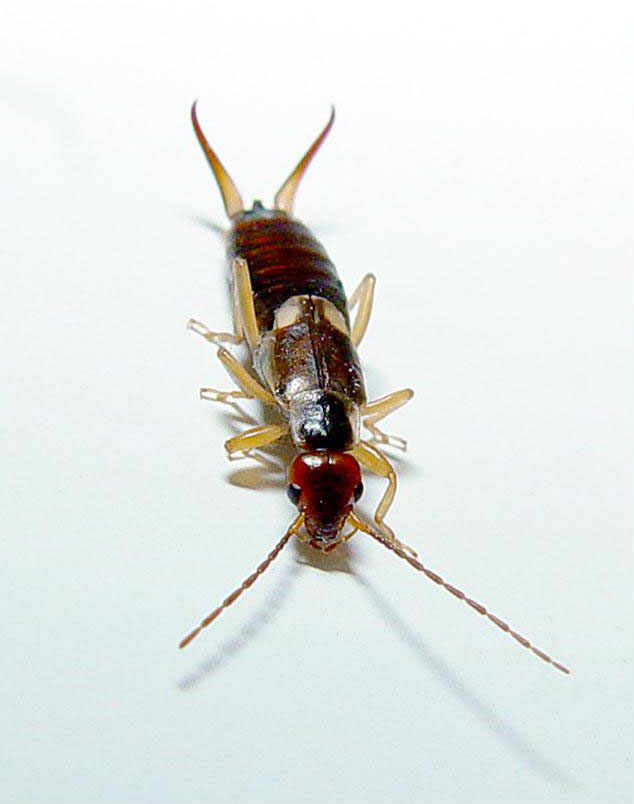
Bicha-cadela, espécie Forficula auricularia, da ordem Dermaptera

## Ordens
- Infraclasse: Palaeoptera
- Ephemeroptera (efémeras)
- Odonata (libélulas e cavalinhos-do-diabo)
- Infraclasse: Neoptera
- Clado: Exopterygota (insetos hemimetábolos)
  - Superordem: Dictyoptera
    - Blattodea (baratas e cupins)
    - Mantodea (louva-a-deus)

- - Dermaptera (tesourinha)
  - Plecoptera (mosca-da-pedra)
  - Orthoptera (gafanhotos, etc.)
  - Phasmatodea (bicho-pau)
  - Embioptera (embiídeos)
  - Zoraptera
  - Grylloblattodea
  - Mantophasmatodea (gladiadores)
- Superordem: Paraneoptera

Ordens
- - Psocoptera (piolho-de-livros)
  - Thysanoptera (tripes)
  - Phthiraptera (piolhos)
  - Hemiptera (percevejos)
- Clado: Endopterygota (insetos holometábolos)
- Superordem: Neuropterida

Ordens
- - Raphidioptera (mosca-serpente)
  - Megaloptera (sialídeos, etc.)

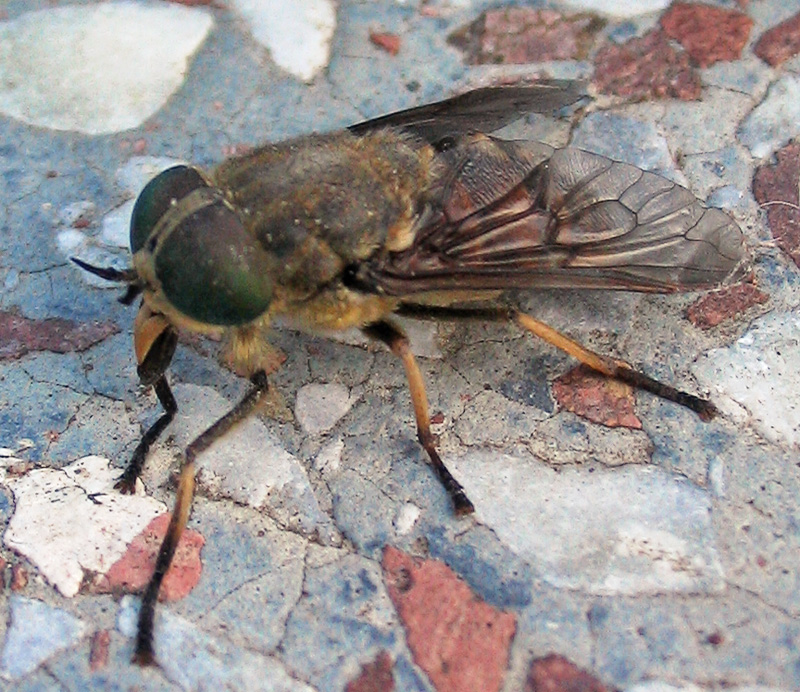
Tavão da espécie Tabanus bromius, ordem Diptera

  - Neuroptera (formiga-leão, crisopas)
  - Coleoptera (escaravelhos)
  - Strepsiptera
  - Mecoptera (mosca-escorpião)
  - Siphonaptera (pulgas)
  - Diptera (moscas)
  - Trichoptera
  - Lepidoptera (borboletas, traças)
  - Hymenoptera (formigas, abelhas, etc.)

1. ↑  Vincent H. Resh; Ring T. Cardé (4 de abril de 2003). Encyclopedia of Insects. [S.l.]: Academic Press. p. 64. ISBN 978-0-08-054605-6